# Malte byzantine
Malte est une possession de l'Empire byzantin entre 535-536, dates du début de la guerre des Goths et les années 869-870, dates de sa conquête par les Arabes. Peu de trace subsistent de la présence byzantine sur l'île. Les historiens estiment que Malte est exposée au même phéomène que d'autres régions centrales de la mer Méditerranée, avec l'afflux important de populations grecques, avec un changement administratif substantiel, liés à la réorganisation de la Sicile voisine, érigée en thème. En outre, face à l'expansion de l'islam, la région connaît une activité navale importante. 
Les sources byzantines sont rares à propos de Malte. Elles qualifient parfois l'archipel sous le nom de Gaudomelete (en grec : Γαυδομελέτη). Ce terme apparaît pour la première fois dans le pseudépigraphe des Actes de Pierre et Paul. Les îles sont alors un lieu de relégation et d'exil. Avec les conquêtes musulmanes en Afrique du Nord, l'île perd son statut de point de passage entre la Sicile et l'exarchat d'Afrique et devient un avant-poste de la Sicile byzantine particulièrement exposé.
Les historiens estiment que l'île joue un rôle limité dans la stratégie byzantine pour contrecarrer la progression musulmane. La conquête arabe entraîne de profonds changements à Malte, même si quelques traces pourraient attester de la persistance d'une culture byzantino-chrétienne.  

## Contexte

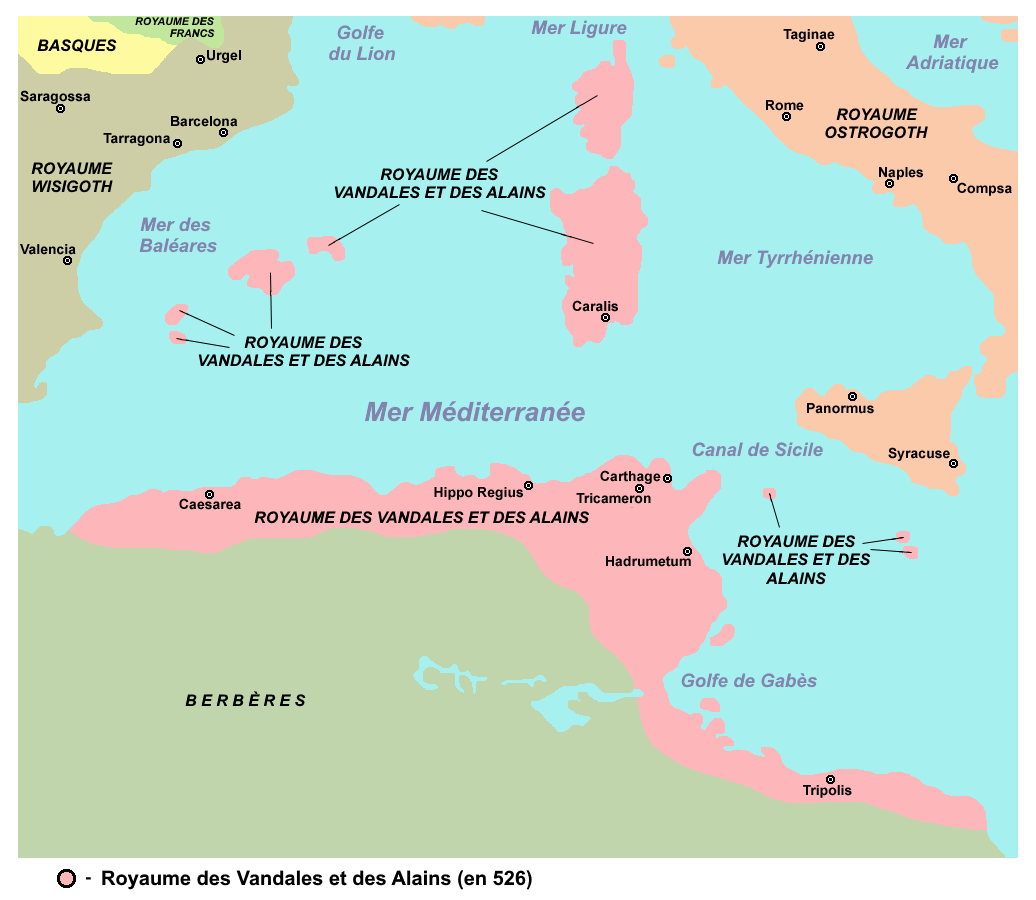
Carte du royaume des Vandales avant la guerre des Vandales en 533.

Les mentions les plus anciennes de l'île dans le contexte byzantin sont limitées et souvent liées à la Sicile. Dans un passage de Victor de Vite, évêque de Vite en Afrique, il est possible d'en déduire que l'île est conquise par le royaume vandale au Ve siècle avant d'être rétrocédée à Odoacre quand il conquiert l'Italie en 476. Quand il est vaincu par Théodoric le Grand en 493, l'île passe aux mains du royaume ostrogoth.
Aucun évêché de Malte n'est attesté avant 553 et aucun représentant de l'île ne participe aux conciles organisés par les Vandales. Toutefois, la rareté des sources ecclésiastique pour l'Afrique du Nord limite les certitudes à ce sujet.
L'absence d'attention des sources byzantines à propos de l'archipel traduit la faible importance stratégique, politique et militaire des Byzantins pour Malte. Toutefois, les derniers travaux des historiens tempèrent cette affirmation du fait des recherches archéologiques récentes. Elles montrent que les navires byzantines naviguent en Méditerranée occidentale au moins jusqu'au IXe siècle, ce qui fait de Malte une étape nécessaire dans ces circuits d'échanges mais aussi dans le dispositif de défense des possessions périphériques de l'Empire, dont la Sardaigne et les Baléares. Malgré des raids épisodiques des Musulmans contre Malte, elle reste une base stratégique pour la présence militaire et économique de l'Empire dans la région. 
La présence byzantine sur l'île n'est pas uniquement militaire et les élites locales sont approvisionnées en biens issus de la Méditerranée orientale. La sigillographie met en évidence la présence d'archontes, d'évêques et de membres de communautés ecclésiastiques parmi les élites. Le dynamisme économique de l'île est permis tant par sa position sur les routes commerciales de la Méditerranée que par l'autonomie dont jouissent les habitants, qui peuvent alors servir d'intermédiaires entre une Afrique devenue musulmane et l'Italie méridionale, toujours byzantine. La découverte de pièces de monnaie omeyyades prouve l'intensité des relations avec la rive sud de la Méditerranée, tandis qu'un sceau appartenant à Nicétas, archonte et drongaire de Malte, a été retrouvé en Tunisie.

## Les débuts de la présence byzantine

### L'ère justinienne
C'est sous Justinien que la première mention de Malte dans le contexte byzantin apparaît, plus précisément dans le récit de la guerre des Vandales par Procope de Césarée. Alors que l'armée byzantine part envahir l'Afrique du Nord, le corps expéditionnaire dirigé par Bélisaire fait escale à Malte en 533 avant de débarquer en Tunisie. Toutefois, une incertitude demeure sur le fait que les Byzantins auraient pu seulement croiser au large de l'archipel. Dans tous les cas, l'auteur ne fait mention ni d'une conquête ni d'une présence byzantine sur Malte. Par ailleurs, dans sa liste des cités de l'Empire datée de 527 ou 528, Hiéroclès n'y fait pas référence. 
C'est probablement à l'occasion de la conquête byzantine de la Sicile en 535 que Malte est intégrée dans l'Empire byzantin. Le livre de Procope dédié à la guerre des Goths laisse croire que l'archipel est annexé vers 544. La dernière référence de Procope à propos de l'archipel fait état de l'expédition d'Artabanès en Sicile en 550 pour remplacer Libérius. Alors qu'il est en chemin pour combattre le nouveau souverain ostrogoth Totila, sa flotte est prise dans une tempête et dispersée dans la mer Ionienne avant d'avoir atteint la Sicile. Lui-même n'en réchappe qu'en accostant sur Malte.

### Évêques de Malte
En 553, Julianus, évêque de Malte (en latin : Iulianus episcopus Melitensis), est mentionné dans le Constitutum de Tribus Capitulis du pape Vigile. Toutefois, il n'est pas certain qu'il soit effectivement en poste sur l'archipel car les termes utilisés dans les différents manuscrits diffèrent. La première référence certaine à un évêque maltais vient de trois lettres du pape Grégoire le Grand. Dans la première, datée de 592 et adressée à l'évêque de Malte Lucillus, il s'assure que les terres du clergé maltais qui appartiennent à l'église d'Afrique ont bien leurs impôts d'acquittés au profit de cette dernière. Cette propriété attesterait des relations passées entre l'archipel et l'Afrique vandale. Dans la deuxième, datée d'octobre 598, il demande à l'évêque de Syracuse de déposer l'évêque de Malte pour une raison qui n'est pas précisée et de punir ses complices en les confinant dans des monastères. La mention de la rétrogradation de soldats implique que l'archipel comprend une garnison militaire. Le pape demande ensuite à l'évêque de Syracuse d'organiser l'élection d'un nouvel évêque par le clergé et la population. La troisième lettre, datée de septembre ou d'octobre 599, est adressée à Romanus, un dignitaire sicilien, pour s'assurer que Lucillus et son fils ont cédé leur propriété au nouvel évêque, Traianus. Si ces éléments sont insuffisants pour faire de l'évêché de Malte un siège suffragant de Syracuse, ils attestent de liens étroits avec la Sicile. Ces liens semblent exister aussi pour l'administration civile, comme en attesterait une liste civile compilée par Georges de Chypre vers 603-606.

### Lieu d'exil
Comme souvent les lieux excentrés, Malte sert de région d'exil. Deux témoignages en attestent. D'abord, l’Historia syntomos du patriarche Nicéphore Ier de Constantinople relate le banissement sur l'archipel qu'inflige Héraclius au magister Théodorus. Il ordonne en plus au gouverneur (dux) de l'île de Malte de l'amputer de l'un de ses pieds à son arrivée. L'épisode date de 637, année de la révolte de Jean Athalarichos dont Théodorus est un complice. Le rang militaire du gouverneur suppose un mode d'administration similaire à celui alors en vigueur en Italie et en Sicile. De même, le chroniqueur Théophane le Confesseur mentionne comment, en 790, l'empereur Constantin VI punit les chefs d'une révolte du thème des Arméniaques en les exilant en Sicile et dans d'autres îles.

## Administration

### Administration civile
Un sceau daté du VIIIe siècle, attribué à Nicétas, archonte et drongaire de Malte (Νικήτᾀ δρονγγ'[αρίῳ]ς [καὶ] ἄρχοντ[ι] Μελέτ᾿[ης]), laisse croire que Malte est administrée par un dignitaire de haut rang de la marine byzantine, peut-être à la tête d'une petite flotte. Pour d'autres historiens, Malte est une base navale qui héberge une escadre importante, directement sous l'autorité de Constantinople, échappant donc au système des thèmes. Toutefois, cette dernière hypothèse est souvent rejetée en raison du manque de sources et des liens étroits entre Malte et la Sicile. En revanche, il est possible que le dignitaire en question combine la fonction de drongaire, à la tête d'un drongos, une sorte de bataillon et celle d'archonte, une fonction civile qui s'apparente à un gouverneur.
Les recherches archéologiques ont mis en lumière l'importance commerciale de Malte, au carrefour de puissances régionales variées au VIIIe siècle. Du fait de sa position privilégiée, l'archipel sert de pont entre l'Afrique du Nord et l'Italie méridionale et des artefacts parfois issus de régions excentrées démontre l'intensité des échanges qui y ont lieu. Malte est lié autant au réseau commercial byzantin qu'à celui mis en place par les Arabes. Les centres urbains, comme Melite, sont relativement prospères et ont accès à une large variété de biens, à la différence de localités plus isolées comme Ħal Safi où les excavations sont plus modestes.

### Administration ecclésiastique
Les historiens peinent à saisir l'organisation religieuse de Malte, rendue plus complexe par d'autres enjeux, notamment le transfert des évêchés siciliens de l'autorité de Rome à celle de Constantinople ainis que l'élévation de Syracuse au rang de métropole. Sur trois siècles, du VIIe siècle au IXe siècle, aucun évêque maltais n'est mentionné dans les synodes romains ou les conciles œcuméniques organisés par l'Empire byzantin. Un évêque du nom de Manas pourrait être présent au huitième concile œcuménique qui se tient à Constantinople de 869 à 870. Il est parfois identifié à l'évêque maltais détenu prisonnier par les Aghlabides à Palerme en 878. Toutefois, les actes du concile ne font pas du tout référence à un évêque de Malte, ce qui ne garantit donc pas cette identification.
Dans au moins sept Notitia episcopatuum (listes épiscopales), l'évêché de Malte est placé sous la juridiction du siège métropolitain de Syracuse ou bien relevant de la province de Sicile. Dans les Notitia X et III, il est fait mention d'un protopape nommé pour la ville de Melite aux XIIe et XIIIe siècles dont un est connu par son nom (Nicolas). Les historiens Florini et Vella rappellent que ces nominations sont une pratique épisodique des Byzantins pour combler la vacance d'un évêché et concluent donc à la poursuite de l'influence religieuse byzantine sur l'archipel bien après sa perte pour l'Empire, qui intervient à la fin du IXe siècle.

### Basilique de Tas-Silġ

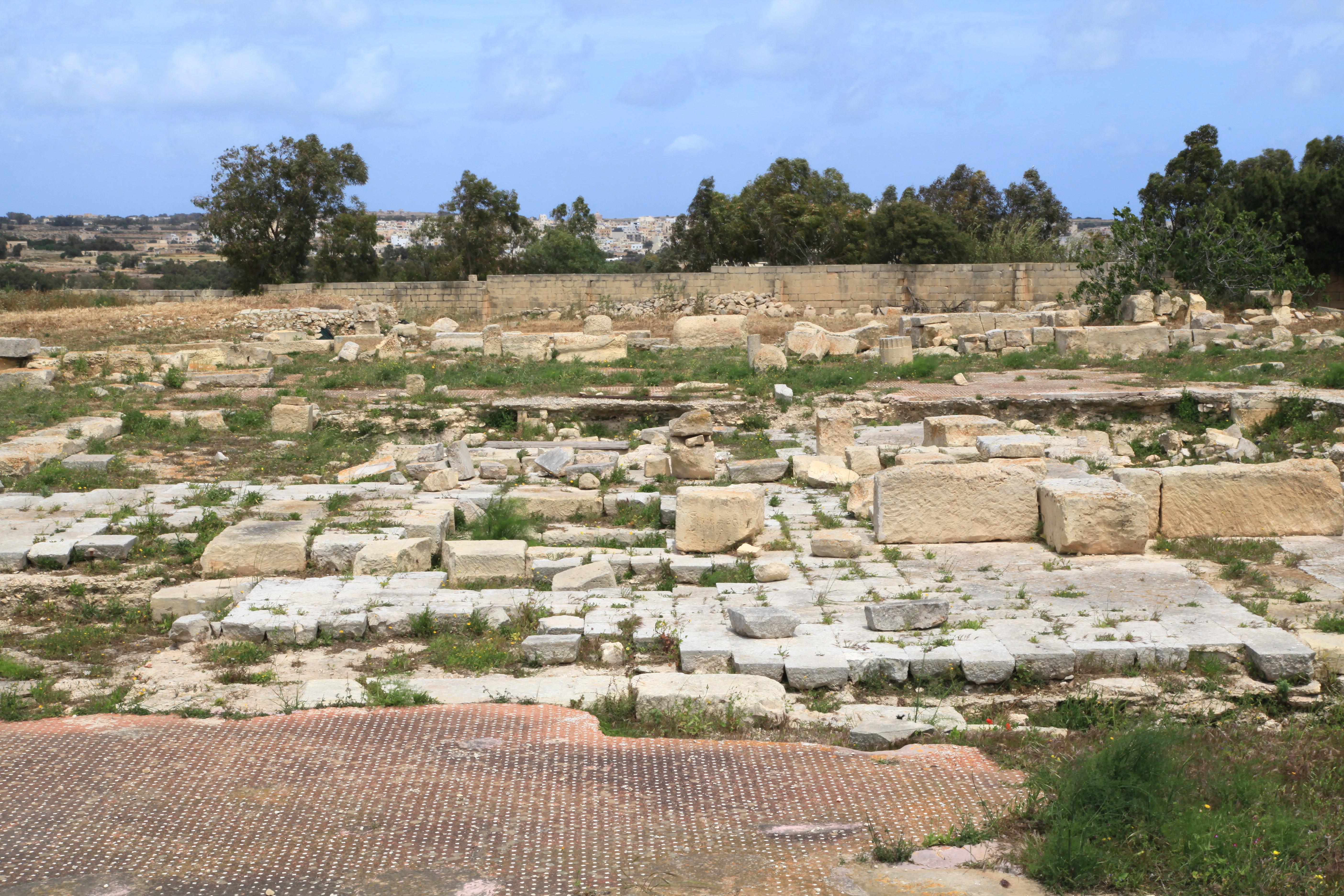
Vestiges de la basilique de Tas-Silġ.

L'un des exemples architecturaux les plus marquants de la présence byzantine sur Malte reste la basilique de Tas-Silġ, érigée sur le site d'un précédent temple gréco-romain converti au culte chrétien. L'édifice est aménagé sur l'emplacement de la cour à portiques du temple, qui est couverte pour correspondre à cette nouvelle destination. Le bâtiment en tant que tel comprend trois nefs et une abside à l'extrémité orientale. Le temple mégalithique, d'époque préhistorique, est réutilisé comme baptistère. Les fonts baptismaux sont ainsi placés au centre de l'ancienne structure. L'église est utilisée au plus tard jusqu'au IXe siècle. Un mur fortifié, comprenant au moins une tour, est bâti autour du site, peut-être en réponse aux menaces arabes. Plus de deux cents pièces byzantines ont été exhumées, datant du milieu du IVe siècle, des réformes justiniennes et une pièce remonte au règne de Constantin IV.

## Culture
Le style architectural et artistique qui prévaut à Malte n'est pas celui de Constantinople mais plutôt celui de la Sicile byzantine. Les éléments de poterie découverts rappellent le style des artisans d'Otrante, confirmant les liens étroits entre Malte et l'Italie méridionale. Les inscriptions grecques retrouvées à Malte et Gozo attestent d'un processus d'hellénisation similaire à celui qui intervient en Sicile. Néanmoins, l'essentiel des inscriptions retrouvées dans des sites funéraires datent d'une période allant du IIIe siècle au Ve siècle.
La basilique de Tas-Silġ est étendue et renforcée par des fortifications, en lien avec le port de Marsaxlokk situé en contrebas. La céramique découverte sur le site de la basilique couvre une période allant du VIe siècle au IXe siècle. Elle illustre les rapports étroits qui lient les sites maltais avec différentes régions méditerranéennes. Des amphores découvertes sur le site de Grand Harbour, une amphore de l'époque romaine tardive à Marsascala et d'autres artefacts retrouvés à Ta' Xbiex, sur l'île Manoel, à Sliema et dans la baie de Mistra confirment le rôle de carrefour commercial des ports maltais.

## La conquête musulmane

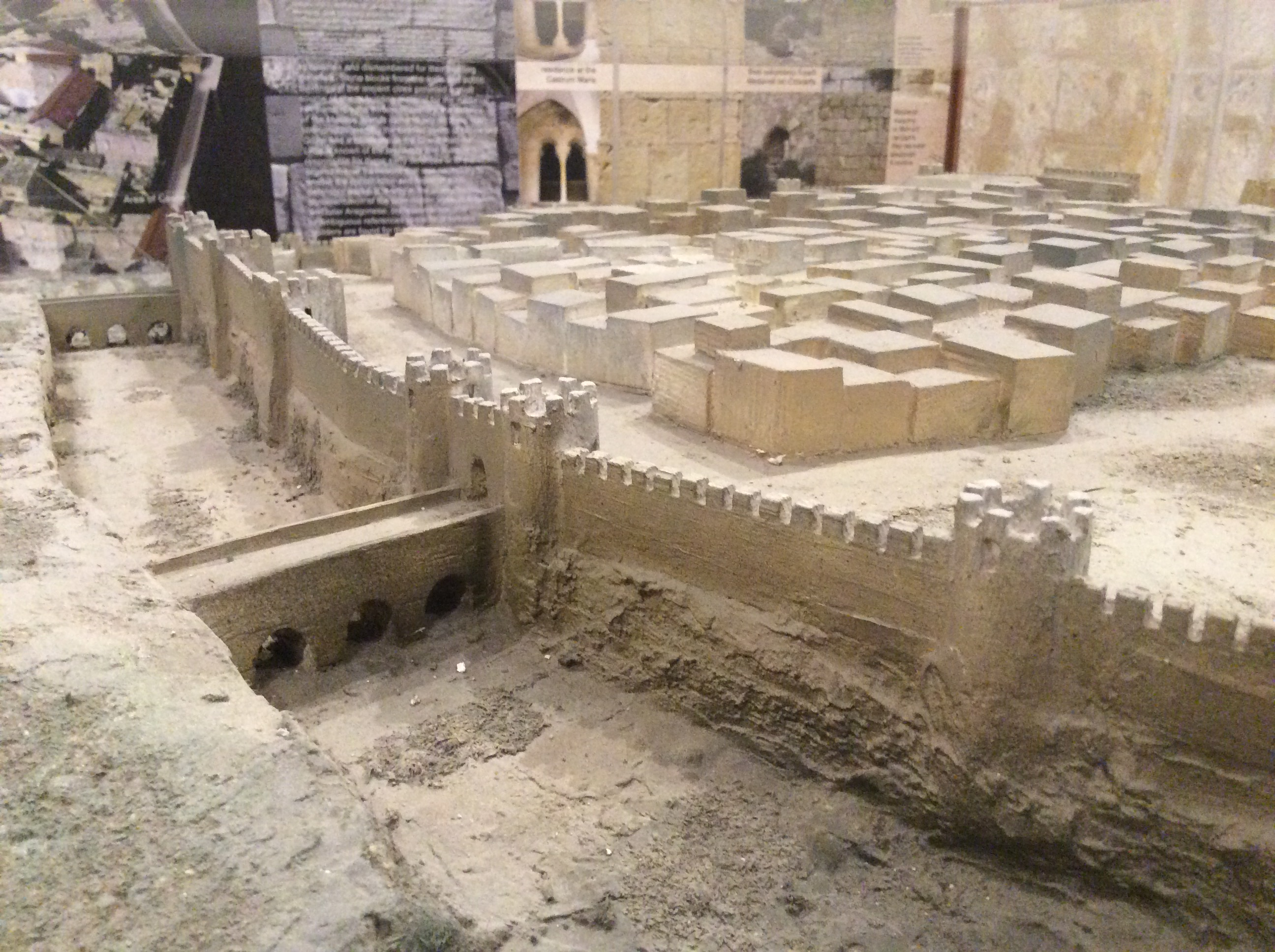
Reproduction théorique de Melita à l'époque byzantine.

Positionnement stratégique de Malte, à la frontière de la zone d'influence byzantine en rouge et la zone d'influence musulmane en vert quelques années avant la prise de l'archipel par les Musulmans.

La chute de l'exarchat d'Afrique au début du VIIIe siècle est une étape importante dans l'histoire maltaise. Elle consacre la perte d'influence byzantine sur une partie de la Méditerranée, au profit du monde arabo-musulman et Malte n'est plus l'étape obligée entre le grenier à blé africain et Constantinople. Ce déclin économique se reflète avec l'abandon du port de Marsa alors que les raids musulmans apparaissent. Par conséquent, l'importation de biens décroît lui aussi. Cette fragmentation géopolitique a un impact fort sur la géographie humaine car les lieux habités connaissent un déclin lors des deux siècles suivants, quand ils ne sont pas carrément abandonnés. Les habitants tendent à se replier sur des positions fortifiées, notamment la cité de Melita (aujourd'hui M'Dina), dont les fortifications sont renforcées avec la construction d'une forteresse à l'intérieur des murailles.

Carte des opérations militaires liées à la conquête musulmane de la Sicile, faisant figurer le raid de 870 qui permet aux Musulmans de conquérir Malte.

À partir des années 650, les Musulmans deviennent actifs sur mer mais malgré sa position stratégique, aucun raid d'ampleur n'est attesté contre Malte avant le IXe siècle. Une de ces expéditions est mentionnée dans les chroniques d'Ibn al-Athir en 835-836, alors que les Aghlabides sont en pleine conquête de la Sicile byzantine et en profitent pour piller les îles environnantes. Si le raid permet d'amasser un butin d'importance, il n'a pas pour objectif la conquête de l'archipel, qui n'intervient que quelques décennies plus tard,.

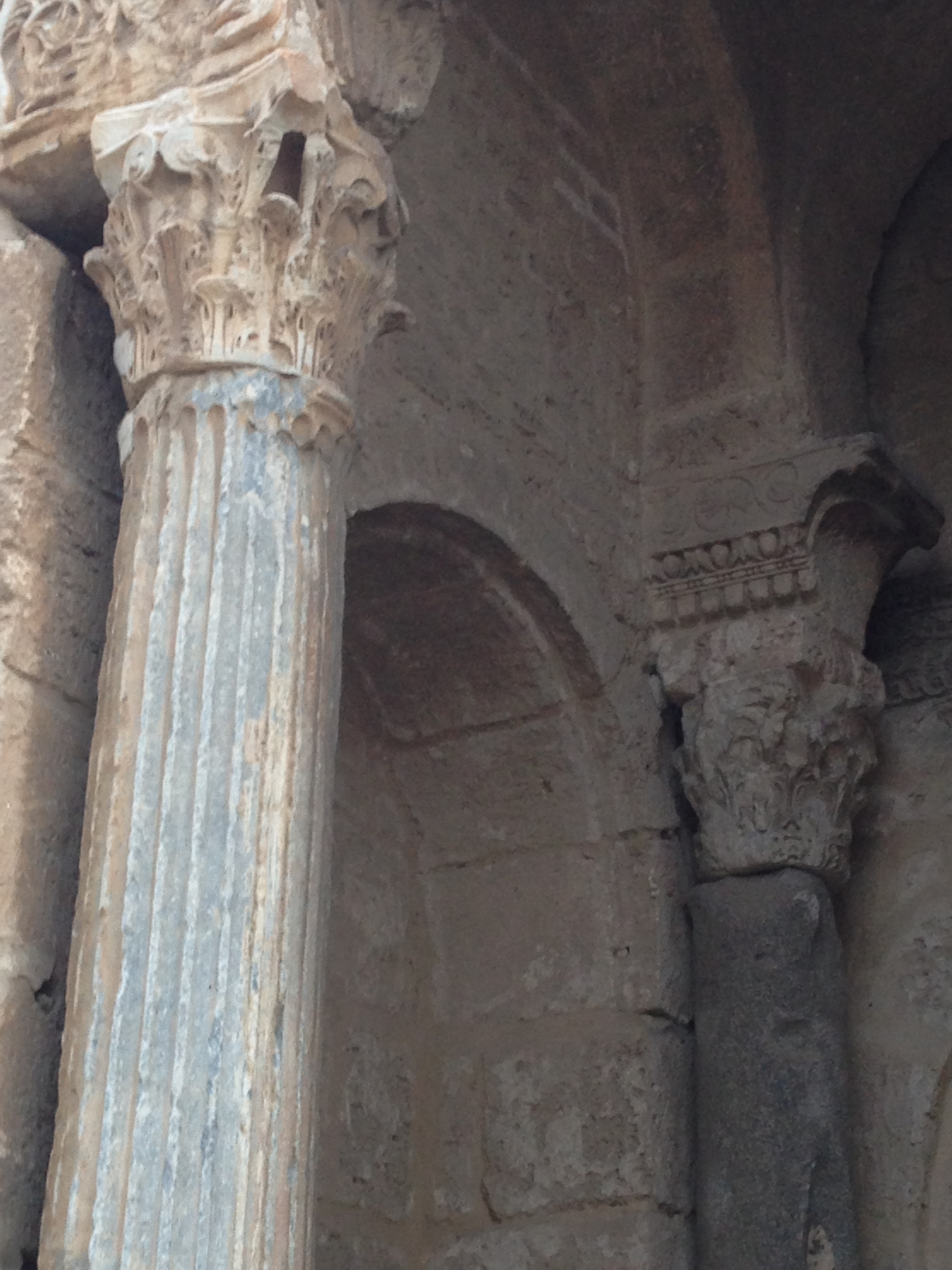
Une colonne utilisée pour la ribat de Sousse et issue du pillage de Melita par les Arabes en 870.

Malte est la dernière île byzantine autour de la Sicile à tomber aux mains des Musulmans ou à être perdue par l'Empire. En 869, une flotte menée par Ahmad ibn Umar ibn Ubaydallah ibn al-Aghlab al-Habashi attaque l'archipel mais des renforts byzantins arrivent à temps pour la repousser. En 870, une flotte envoyée de Sicile réitère l'assaut et parvient à s'emparer de la capitale, Melita, le 29 août 870. Les Arabes capturent le gouverneur local et la cité est mise à sac, les colonnes en marbre de la cathédrale étant récupérées par al-Habashi pour décorer son palais, tandis que les fortifications sont mises à bas. La perte de Malte prive les Byzantins d'un nouveau point d'appui pour leur défense de la Sicile, d'autant que Reggio de Calabre est déjà aux mains des Musulmans, qui peuvent donc encercler la Sicile et empêcher la venue de renforts byzantins depuis l'est.
Ibn Khaldun mentionne une conquête musulmane de Malte dès 868. En revanche, Ibn al-Khatib date la conquête du début de l'année 875, entre le 11 février et le 12 mars, tandis que Al-Nowaïri n'évoque aucune date précise mais situe l'événement à la même période. C'est bien Ibn al-Athir qui cite les années 869-870 mais en indiquant que Melita est assiégée par une force byzantine qui est contrainte de fuir. Cette date est confirmée par une chronique grecque de Cassano all'Ionio, en Calabre, évoquant une reddition de Melita le 29 août 870. Une autre chronique, la Kitab al-'Uyun corrobore l'année 870, plus précisément le 28 août 870, tris jours avant le Ramadan de l'année 256 après l'Hégire. Pour les historiens, ces écarts pourraient s'expliquer par des incertitudes relatives à l'usage du calendrier lunaire par les sources islamiques.

### Tentative de reconquête de Malte
Le destin de Malte après la conquête musulmane revêt aussi quelques incertitudes. Selon al-Himyarī, Malte aurait été dévastée et seulement repeuplée de manière significative vers 1048-1049 mais les preuves archéologiques attestent d'un regain de dynamisme dès le début du XIe siècle. Quoi qu'il en soit, une action byzantine est attestée en 1053-1054, avec un raid mené par une flotte assez nombreuse. Les troupes byzantines débarquent pour assiéger Mdina (l'ancienne Melita) et les habitants tentent de négocier la clémence des assaillants, sans résultats. Bientôt, la population musulmane, peu nombreuse, doit composer avec leurs esclaves, plus nombreux. Ils leur offrent la liberté pour prévenir toute révolte. Quand les Byzantins attaquent, ils sont repoussés et doivent rembarquer, non sans perdre plusieurs navires. Le but de cette attaque reste incertain. Les historiens ignorent s'il s'agit d'une tentative de reconquête, alors que les Byzantins ont quelques années plutôt tenté de reprendre la Sicile. L'hypothèse d'une action punitive ou même d'une initiative de pirates sans liens directs avec le pouvoir byzantin n'est pas à exclure. Il s'agit de la dernière intervention byzantine sur l'archipel.

## Sources
- (en) « Byzantine Malta », dans Anthony Luttrell, Medieval Malta: Studies on Malta Before the Knights, British School at Rome, 1975 (ISBN 9780904152029), p. 71-87
- (en) Brunella Bruno et Nataniel Cutajar, « Amphorae and Economic Activity in Malta », dans The Insular System of Byzantine Mediterranean. Archaeology and History, Oxford: BAR, 2013, p. 15-30
- (en) Mario Buhagiar, « Gozo in late Roman, Byzantine and Muslim times », Melita Historica, vol. 12-2,‎ 1997, p. 113-129
- (en) Joseph Busutti, « Maltese Harbours in Antiquity », Melita Historica, vol. 5,‎ 1971, p. 305-307
- (en) David Cardona, « Tas-Silg : from prehistoric temple to Byzantine church », Current World Archaeology, vol. 6,‎ 2013, p. 18-24 (lire en ligne)
- (en) Charles Dalli, « Satellite, sentinel, stepping stone : medieval Malta in Sicily’s orbit », dans Malta in the Hybleans, the Hybleans in Malta: Malta negli Iblei, gli Iblei a Malta, Officina di Studi Medievali, 2008 (ISBN 888861575X), p. 245-258
- Charles Diehl, L'Afrique byzantine : Histoire de la domination byzantine en Afrique (537-709), Paris, Ernest Leroux, 1896.
- (en) Stephanie Fsadni, « Shedding light on the Dark Ages », Times of Malta, 4 février 2019 (consulté le 12 février 2024)
- (en) Timothy Gambin, « Malta and the Mediterranean shipping lanes in the Middle Ages », dans Rotte e porti del Mediterraneo dopo la caduta dell'Impero romano d'Occidente, Rubbettino Editore, 2004 (ISBN 9788849811179), p. 115-134
- (en) Alex Metcalfe, The Muslims of Medieval Italy,, Edinburgh University Press, 2009 (ISBN 978-0-7486-2008-1)
- (en) E. Rossi, « Malta 1. History », dans The Encyclopaedia of Islam, Second Edition. Volume VI: Mahk–Mid, Leiden: E. J. Brill, 1991 (ISBN 978-90-04-08112-3), p. 395
- (en) Luca Zavagno, « 'Islands in the stream': toward a new history of the large islands of the Byzantine Mediterranean in the early Middle Ages ca. 600–ca. 800 », Mediterranean Historical Review, vol. 33-2,‎ 2018, p. 149-177 (lire en ligne)